# 小笠原長生
小笠原 長生（おがさわら ながなり、1867年12月15日（慶応3年11月20日） - 1958年（昭和33年）9月20日）は、日本の海軍軍人、華族。幼名は賢之進。佐賀県唐津出身。
階級位階勲等功級は海軍中将正二位勲一等功四級子爵。忠知系小笠原家14代目。
文才に長け、日清戦争と日露戦争の公刊戦史編集や著作、講演で活躍した。

## 経歴
江戸幕府老中を務めた小笠原長行の長男として江戸で生まれる。明治6年（1873年）9月、義祖父長国の隠居により家督を相続した。明治13年（1880年）、学習院に入学。共立学校や攻玉社などにも通い、明治17年（1884年）9月に海軍兵学校に入学。同年7月、子爵を授けられる。明治20年（1887年）7月、海軍兵学校（14期）を卒業。成績は45人中35位。なお、同期には鈴木貫太郎らがいる。
明治22年（1889年）10月、海軍少尉に任官して「日進」分隊士となる。「天城」乗組を経て、明治24年（1891年）7月から翌年8月まで海軍大学校で丙種学生として学んだ。「八重山」乗組を経て、明治26年（1893年）11月、「高千穂」分隊長に就任し、日清戦争に出征。黄海海戦に参加。明治28年（1895年）7月、「天城」分隊長に移り、その後、軍令部に出仕して日清戦史編纂委員となり、軍事史に関する文筆活動を積極的に展開し始める。
明治29年（1896年）4月、軍令部諜報課員に就任し、軍令部出仕に移る。明治32年（1899年）9月、海軍少佐に進級。明治35年（1902年）3月、「浅間」分隊長に移り、「千代田」副長を経て、明治37年（1904年）1月、軍令部参謀に就任して日露戦争を迎えた。同年7月、海軍中佐。1905年6月29日、東郷平八郎指揮で日本の連合艦隊が大勝した日本海海戦について東京で講演し、「当日東郷大将が執られたる戦法が丁字戦法」と語ったことが翌日の『朝日新聞』に報じられたことが、日本海海戦の勝因が敵艦隊の進路前方を抑える丁字戦法だったと広く信じられるきっかけとなった（日本海海戦#戦術」参照）。
明治41年（1908年）9月、海軍大佐に進級。明治44年（1911年）2月から大正4年（1915年）4月まで学習院御用掛を兼務。
明治44年（1911年）9月、軍令部出仕兼参謀に発令され、「常磐」「香取」の各艦長、軍令部出仕兼参謀を歴任した。
大正3年（1914年）4月から大正10年（1921年）3月まで、皇太子裕仁の教育を担う東宮御学問所幹事を務める。総裁だった東郷平八郎と親しくなり、その伝記や大衆向け戦記小説『撃滅 日本海海戦秘史』などの刊行で東郷の神格化に拍車をかけた。1929年の「少年東郷会」発足に東郷とともに出席したほか、東郷没後には東郷寺建立を呼び掛けた。
大正3年（1914年）12月に海軍少将。大正7年（1918年）12月、海軍中将に進級し待命。大正8年（1919年）12月に休職し、大正10年（1921年）4月に予備役編入となり宮中顧問官に就任。昭和20年（1945年）11月まで在任した。
太平洋戦争で日本が敗れ、連合国軍占領下だった昭和22年（1947年）、公職追放の処分を受けて伊豆に閉居した。昭和33年（1958年）、死去。90歳没。

## 逸話

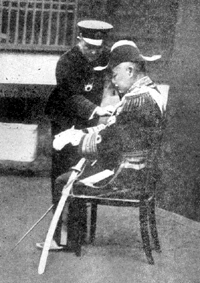
小笠原と東郷平八郎

- 昭和5年（1930年）、自身の原作による東郷平八郎と日本海海戦を描いた日活25周年記念映画『撃滅』が製作される。同映画の監督は長男・小笠原明峰、また二男・小笠原章二郎が小笠原長生を演じた[3]。
- 二・二六事件発生の朝、伏見宮博恭王、加藤寛治、真崎甚三郎は伏見宮邸で協議を行っている。長生も伏見宮邸に駆けつけており、後に反乱軍幇助の疑いで憲兵隊の尋問を受けている。[4][5]
- 父親の勧めで少年期に週1度、根岸に住んでいた漢学者の中根淑のもとに通った。生徒を取らない中根が小笠原を引き受ける際に、毎土曜の夜、天気がどうあれ、乗り物に乗らず、自分の足で通う事を条件にしたため、雪の日に下駄の鼻緒が切れたときにも裸足で泣きながら通ったという[6]。
- 明治23年（1890）年、海軍少尉として砲術練習艦「天城」に乗り組み、清水港外で訓練をしていた時期に、同じ部屋で起居したこともある広瀬武夫に「清水に行って次郎長に会わぬという間抜けがあるか」と勧められ、広瀬の紹介状持参で清水次郎長と懇談、その後も親しく交わり、翌年は「天城」に次郎長を招待した[7]。
- 第35代横綱の双葉山定次が断髪式を行った時に鋏を入れたのは僅か10人ほどであったというが、そのうちの1人が小笠原であり、軍人で双葉山の髷に鋏を入れた唯一の人物である。

## 栄典
位階
- 1873年（明治6年）12月3日 - 従五位[8]
- 1892年（明治25年）12月12日 - 正五位[9]
- 1897年（明治30年）12月20日 - 従四位[10]
- 1902年（明治35年）12月20日 - 正四位[11]
- 1910年（明治43年）12月27日 - 従三位[12]
- 1920年（大正9年）1月10日 - 正三位[13]
- 1932年（昭和7年）12月2日 - 従二位[14]
- 1943年（昭和18年）12月15日 - 正二位[15]

勲章等
- 1895年（明治28年）11月18日 - 勲六等瑞宝章・功五級金鵄勲章[16]・明治二十七八年従軍記章[17]
- 1905年（明治38年）11月30日 - 勲四等瑞宝章[18]
- 1906年（明治39年）4月1日 - 功四級金鵄勲章・勲三等旭日中綬章・明治三十七八年従軍記章[19]
- 1915年（大正4年）11月7日 - 勲二等瑞宝章・大正三四年従軍記章[20]
- 1919年（大正8年）5月7日 - 旭日重光章[21]
- 1920年（大正9年）11月1日 - 大正三年乃至九年戦役[22]
- 1932年（昭和7年）1月15日 - 勲一等瑞宝章[23]
- 1940年（昭和15年）8月15日 - 紀元二千六百年祝典記念章[24]

外国勲章佩用允許
- 1902年（明治35年）12月22日 - ベルギー王国：クローンヌ勲章オフィシェー[25]
- 1945年（昭和20年）3月2日 - ドイツ国：ドイツ鷲勲章大十字章[26]

## 著書

### 単著
- 『新作金波浄瑠璃集』学園会、1892年8月。NDLJP:876610。
- 『海戦日録』春陽堂、1895年12月。NDLJP:773615。
  - 『海戦日録』（再版）春陽堂、1896年4月。NDLJP:1918357。
- 『帝国海軍史論』春陽堂、1898年10月。NDLJP:845241。
- 『英皇戴冠式参列渡英日録』軍事教育会、1903年4月。NDLJP:767279。
- 『日本帝国海上権力史講義』春陽堂、1904年9月。NDLJP:771113 NDLJP:993954。
  - 『日本帝国海上権力史講義』龍溪書舎〈明治後期産業発達史資料 第669巻 第12期 経済・社会一班篇 6〉、2003年3月。ISBN 9784844754657。
- 『日露戦争軍事談片』春陽堂、1905年3月。NDLJP:774404。
- 弘喜久雄 編『旅順戦話』金港堂、1905年5月。NDLJP:774537。
- 『東郷元帥詳伝』春陽堂、1921年9月。NDLJP:964335。
- 『細熊手』春陽堂、1923年6月。NDLJP:977507。
- 『観音物語』春陽堂、1926年3月。NDLJP:983464。
- 『東郷元帥詳伝』春陽堂、1926年5月。
  - 『東郷元帥詳伝』（4版）春陽堂、1927年2月。NDLJP:1917193。
- 『鉄桜随筆』実業之日本社、1926年8月。NDLJP:1021694。
- 『乃木将軍と東郷元帥』興文社〈小学生全集 第79巻〉、1927年7月。NDLJP:1717321。
- 『鉄桜漫談』早稲田大学出版部、1928年10月。NDLJP:1175801。
- 『思ひ出を語る』実業之日本社、1929年5月。NDLJP:1224236。
- 『乃木将軍と東郷元帥』興文社〈小学生全集 第1巻〉、1929年10月。NDLJP:1168238。
- 『大海戦秘史 黄海海戦篇』実業之日本社、1929年11月。NDLJP:1190501。
- 『撃滅 日本海海戦秘史』実業之日本社、1930年5月。
  - 『撃滅 日本海海戦秘史』（30版）実業之日本社、1930年5月。NDLJP:1171597。
- 『聖将東郷平八郎伝』改造社〈偉人伝全集 第19巻〉、1931年8月。NDLJP:1186617 NDLJP:1874431。
- 『鉄桜随筆 春うらゝか』実業之日本社、1931年4月。NDLJP:1213658。
- 『侠将八代六郎』政教社、1931年5月。NDLJP:1188158。
- 『忠烈爆弾三勇士』実業之日本社、1932年4月。NDLJP:1191094。
- 『書簡点描 偉人天才を語る』実業之日本社、1933年6月。NDLJP:1211540。
- 『総裁殿下の御高徳に感激す 奥村女史を偲びて』愛国婦人会、1934年3月。NDLJP:1099077。
- 『聖将東郷平八郎伝』改造社、1934年6月。NDLJP:1234274。
- 『晩年の東郷元帥』改造社、1934年9月。NDLJP:1235733。
- 『東郷元帥』建設社〈少年大日本史 第48巻〉、1934年9月。NDLJP:1168343。
- 『故東郷元帥を語る』中央教化団体聯合会〈国民更生叢書 13〉、1935年2月。NDLJP:3459462。
- 『東郷元帥の偉業』海軍省、1935年4月。NDLJP:1235066。
- 『花ふゞき』三幸堂書店、1935年5月。NDLJP:1225608。
- 『三偉人を語る』大阪時事新報社、1936年6月。NDLJP:1096639。
- 『大豪清水次郎長』実業之日本社、1936年12月。NDLJP:1221226。
  - 『大豪清水次郎長 伝記・清水次郎長』実業之日本社〈伝記叢書 244〉、1997年2月。ISBN 9784756804556。
- 『東郷元帥』大日本雄弁会講談社〈講談社の絵本 23〉、1937年6月。NDLJP:1872726。
- 『皇国に於ける観世音の信仰』和光社、1938年10月。NDLJP:1080520。
- 『聖戦忠話』実業之日本社、1938年11月。NDLJP:1221025。
- 『東郷平八郎』三教書院〈偉人叢書 第6〉、1940年11月。NDLJP:1684101。
- 『元帥伊東祐亨』南方出版社、1942年6月。NDLJP:1875056。
- 原清 編『小笠原長生と其随筆』小笠原長生公九十歳祝賀記念刊行会、1956年10月。NDLJP:3453623。
- 永島正一 編『鶴の港名残の一声』長崎学会〈長崎学会叢書 第5輯〉、1959年8月。NDLJP:1358669。

### 編集
- 『依仁親王』東伏見宮家、1927年5月。NDLJP:1225643 NDLJP:1878436。
- 東郷平八郎『東郷平八郎全集』 第1巻、平凡社、1930年5月。NDLJP:1176089。
- 東郷平八郎『東郷平八郎全集』 第2巻、平凡社、1930年7月。NDLJP:1176104。
- 東郷平八郎『東郷平八郎全集』 第3巻、平凡社、1930年9月。NDLJP:1176123。
- 東郷平八郎『愛国読本』実業之日本社、1932年10月。NDLJP:1176106。
- 『海軍篇』雄山閣出版〈類聚傳記大日本史 第13巻〉、1936年5月。
  - 『海軍篇』雄山閣出版〈類聚傳記大日本史 第13巻〉、1981年3月。ISBN 9784639000327。
- 『聖将東郷全伝』 第1巻、聖将東郷全伝刊行会、1940年10月。NDLJP:1073015。
- 『聖将東郷全伝』 第2巻、聖将東郷全伝刊行会、1940年12月。NDLJP:1073017。
- 『聖将東郷全伝』 第3巻、聖将東郷全伝刊行会、1941年2月。NDLJP:1058152。
- 『略伝東郷元帥』南方出版社、1941年5月。NDLJP:1058150。
- 『聖将読本』南方出版社、1941年12月。NDLJP:1058149。
- 『正伝奥村五百子』南方出版社、1942年2月。NDLJP:1057959。
- 『元帥伊東祐亨』故伊東元帥伝記編纂会、1942年6月。NDLJP:1043546。

### 校閲
- 平田勝馬『威海衛海戦記』春陽堂、1897年6月。NDLJP:773596。
- 依田美狭古編纂 編『精神教育参考書』横須賀水交支社、1901年12月。NDLJP:757482。

### 監修
- 梁川剛一絵、橋爪健文『広瀬中佐』大日本雄弁会講談社〈講談社の絵本 110〉、1939年6月。NDLJP:1870501。
- 吉村茂三郎『奥村五百子伝 高徳寺秘話』大東亜社、1941年12月。NDLJP:1901313。

### 共著
- 小笠原長生、猪狩又蔵『愛国心』奉仕会出版部、1929年5月。NDLJP:1117725。
- 水野廣徳、小笠原長生『此一戦・軍事談片』戦記名著刊行会〈戦記名著集 熱血秘史 第4巻〉、1929年9月。NDLJP:1224751。
- 森越太郎、小笠原長生『今上陛下の御日常に就て・法華経に就て』大乗修養団、1937年。NDLJP:1024759。
- 小笠原長生、村上貞一『水軍の先覚村上義弘』今日の問題社、1940年1月。NDLJP:1686157。
- 小笠原長生、小笠原淳隆『大本営 日露戦役秘話』東水社、1943年。NDLJP:1131167。

### 全集
- 『撃滅』平凡社〈小笠原長生全集 1〉、1936年8月。NDLJP:1226811。
- 『東郷元帥詳伝』平凡社〈小笠原長生全集 2〉、1937年1月。NDLJP:1226823。
- 『晩年の東郷元帥 東郷元帥金言集』平凡社〈小笠原長生全集 3〉、1936年10月。NDLJP:1226835。
- 『皇国海上権力史 三笠物語』平凡社〈小笠原長生全集 4〉、1936年9月。NDLJP:1226845。
- 『思ひ出を語る 偉人天才を語る 鐡桜随筆』平凡社〈小笠原長生全集 5〉、1936年12月。NDLJP:1226853。
- 『誠忠乃木将軍 侠将八代六郎 東郷元帥の偉業 東郷元帥夫人テツ子刀自 我が父小笠原壱岐守 生母を語る』平凡社〈小笠原長生全集 6〉、1937年2月。NDLJP:1226864。
- 『大海戦秘史 観音物語 鉄桜漫談』平凡社〈小笠原長生全集 7〉、1936年11月。NDLJP:1226873。
- 『東郷元帥逸話 忠烈爆弾三勇士 浄瑠璃文集 宗教雑話 軍事談片 鉄桜詞華集』平凡社〈小笠原長生全集 8〉、1937年3月。NDLJP:1226879。

## 家族
- 父：小笠原長行（1822 - 1891）- 唐津藩小笠原家世嗣（藩主とも）
- 母：小笠原美和子 - 松田迂仙の娘。
- 妻：秀子（1879 - 1947） - 元前橋藩主・伯爵松平直方の長女。
  - 長女：武子（1899 - 1979） - 学習院女学部卒。久居藩主17代藤堂高義の長男・藤堂高寬子爵の妻[27]。
  - 長男：長隆（1900 - 1946） - 小笠原明峰と称して映画監督となり、小笠原プロダクションを設立。
  - 次男：長英（1902 - 1974） - 楠英二郎（のち小笠原章二郎）と名乗って小笠原プロダクション専属の俳優となった。その次男小笠原一憲は小笠原家16代当主を継いだ。
  - 三女：信子（1906 - 1988） - 本荘宗義の長男・宗久子爵の妻。後、今井泰蔵の妻。
  - 四女：日佐子（1908 - ?） - レナウン創業者佐々木八十八の長男・隆一の妻。
  - 三男：長孝（おがさわら ながよし、大正4年（1915年）2月 - 昭和21年（1946年）9月） -  父に先立って死去。
  - 五女：宏子（1916 - 1949） - 夫・松井久（松井信助三男）との娘松井康子（牧和子）は女優。ピンク映画に数多く出演。
  - 四男：長勝（1919 - 1994） - 小笠原家15代当主。長男・次男が相次いで映画界に入ったため長男廃嫡、次男は分家扱いとなり、三男が死去したため家督相続者となった[28]。
- 妹 佐藤艶子 - 佐藤鉄太郎（海軍中将）の妻。
- 妹 上野能勢子 - 上野亮（海軍大佐）の妻。[29]

## 文献
- 市川銑造編『子爵小笠原長生』小笠原長生子爵喜寿記念編纂会、昭和18年（1943年）
- 岡田貞寛『父と私の二二六事件』講談社、平成元年（1989年）
- 秦郁彦編『日本陸海軍総合事典』第2版、東京大学出版会、平成17年（2005年）ISBN　9784130301350
- 田中宏巳『小笠原長生と天皇制軍国思想』吉川弘文館、令和3年（2021年）ISBN　9784642039062